# Trismegistia deningeri
Trismegistia deningeri är en bladmossart som beskrevs av Theodor Carl Karl Julius Herzog 1916. Trismegistia deningeri ingår i släktet Trismegistia och familjen Sematophyllaceae. Inga underarter finns listade i Catalogue of Life.